# Дмитрий Кориатович
Дмитрий Кориатович (ум. 12 августа 1399) — литовский князь, сын князя Кориата (Михаила) Гедиминовича. Ряд историков отождествляют его с московским воеводой — князем Дмитрием Михайловичем Боброком Волынским.

## Биография
О Дмитрии известно не очень много. В статье «Рогожского летописца» за 1356 год указывается, что «Того же лета князь великий Иван Иванович отдалъ за Корьядова сына въ Литвоу». Более поздняя «Никоновская летопись» в этом месте сообщает, что великий князь Иван II Иванович отдал дочь «в Литву за Кариадова сына, внука Гедиманова». Н. М. Карамзин на основании неизвестного источника сообщает, за какого внука конкретно — говоря, что в это время великий князь Иван II выдал замуж дочь за князя Дмитрия Кориатовича, племянника Ольгерда.
В то же в родословии московского дворянского рода Волынских указывается, что великий князь Дмитрий Иванович Донской (сын Ивана II Ивановича) выдал за Дмитрия Михайловича Боброка Волынского «сестру свою княжну Анну». Возможно, на основании сопоставления этих известий ряд историков отождествили двух князей — Дмитрия Михайловича Боброка и Дмитрия Кориатовича. Также эта версия была поддержана рядом русских историков, в частности П. Н. Петровым, А. В. Экземплярским, Г. В. Вернадским, В. А. Кучкиным, это отождествление поддерживается польскими историками.
Однако ещё Ю. Вольф считал их двумя разными личностями. В дальнейшем ряд современных российских историков представили свои сомнения в правильности такого отождествления. Так, А. В. Кузьмин, подробно проанализировав источники по биографии Боброка, пришёл к выводу, что Дмитрий Боброк и Дмитрий Кориатович — разные лица
Возможно, Дмитрий был старшим из сыновей Кориата — по мнению Кузьмина в пользу этого заключения свидетельствует ранняя дата брака. Возможно также, что в отличие от других сыновей Кориата Дмитрий и его брат Лев имели владения не в Подолье, а в Литве или Белой Руси, поэтому информация о них не попала в русские источники. Возможно, они были вассалами Кейстута.
В «Никоновской летописи» в числе князей, погибших в битве на Ворскле 12 августа 1399 года, указаны князья Дмитрий и Лев Кориатовичи, хотя в других летописях в перечне погибших князей указан только Лев.

## Брак и дети
Жена: с 1356 года — Любовь (или Анна), дочь великого князя Владимирского Ивана II Ивановича Красного. Польскими историками предполагается, что его сыном мог быть Иван Дмитриевич, которому примерно в 1442—1450 годах было дано подтверждение от польского короля Казимира на владение Боброком (если принять тождественность князя Дмитрия Кориатовича с Дмитрием Боброк Волынским). О других детях сведений нет.